# 아프가니스탄 프리미어리그
아프가니스탄 프리미어리그는 아프가니스탄의 과거 최상위 축구 리그로 2012년에 처음 시작되었으나 2021 시즌을 앞두고 아프가니스탄 챔피언스 리그로 대체되면서 2020 시즌을 끝으로 폐지 수순을 밟았다.

## 참가 클럽
- 샤힌 아스마이예 FC
- 데 아바신 사페 FC
- 데 마이완드 아탈란 FC
- 데 스핀 가르 바잔 FC
- 마우자이 아무 FC
- 오카반 힌두쿠시 FC
- 시모르 알보르즈 FC
- 투판 하리로드 FC

## 역대 우승팀
| 시즌 | 우승팀               | 준우승팀              |
| ---- | -------------------- | --------------------- |
| 2012 | 투판 하리로드 FC     | 시모르 알보르즈 FC    |
| 2013 | 샤힌 아스마이예 FC   | 시모르 알보르즈 FC    |
| 2014 | 샤힌 아스마이예 FC   | 오카반 힌두쿠시 FC    |
| 2015 | 데 스핀 가르 바잔 FC | 샤힌 아스마이예 FC    |
| 2016 | 샤힌 아스마이예 FC   | 데 마이완드 아탈란 FC |
| 2017 | 샤힌 아스마이예 FC   | 데 마이완드 아탈란 FC |
| 2018 | 투판 하리로드 FC     | 샤힌 아스마이예 FC    |
| 2019 | 투판 하리로드 FC     | 샤힌 아스마이예 FC    |
| 2020 | 샤힌 아스마이예 FC   | 시모르 알보르즈 FC    |

## 구단별 우승 횟수
| 구단                  | 우승 | 준우승 | 우승 시즌                    |
| --------------------- | ---- | ------ | ---------------------------- |
| 샤힌 아스마이예 FC    | 5    | 3      | 2013, 2014, 2016, 2017, 2020 |
| 투판 하리로드 FC      | 3    | 0      | 2012, 2018, 2019             |
| 데 스핀 가르 바잔 FC  | 1    | 0      | 2015                         |
| 시모르 알보르즈 FC    | 0    | 3      | -                            |
| 데 마이완드 아탈란 FC | 0    | 2      | -                            |
| 오카반 힌두쿠시 FC    | 0    | 1      | -                            |